# Розенберг, Виктор Абрамович
Виктор Абрамович Розенберг (1938—2007) — советский архитектор, известный как автор трёх необычных кварталов на Подоле. Лауреат международной премии журнала Domus.

## Биография
Виктор Абрамович окончил Киевский художественный институт. Работал в Киевпроекте.
В конце 1980-х годов начали возводиться три квартала на Подоле (ул. Почайнинская, Хорыва, Ярославская), опередивших свое время европейским комфортом, двориками и двухуровневыми квартирами, а в СМИ началась травля архитектора. В годы негласного государственного антисемитизма для травли решили использовать национальность архитектора и обвиняли в том, что тот якобы построил на Подоле «маленький Тель-Авив». Травля дошла и до открытых угроз убийств архитектора, когда один известный историк публично заявил, что он бы лично расстрелял Розенберга у стены запроектированного им дома. Между тем жители района с самого момента постройки положительно оценили новые кварталы и ещё до окончания строительства разразился бой за право получить квартиру в новых домах. Здания Розенберга не только создают стилевое единство но и придают особую выразительность кварталам Подола. Ретроспективно дома выдержали проверку временем и остались уютными и спустя много десятилетий. Квартал ныне считается самым интересным из существующих проектов района, прозван «Кварталом Розенберга» и является последним проектом на Подоле с комплексным подходом к решению застройки.
Проекты Розенберга отличались деликатным отношением к историческому наследию, два из примеров: застройка вдоль улиц Антоновича и Малевича (в соавторстве), а также новостройки Подола (в соавторстве).
В годы горбачевской «перестройки» Виктор Розенберг пошел преподавать на факультет архитектуры в Киевский художественный институт.
К 1500-летию основания Киева В. Розенберг совнестно с А. Милецким создал Парк-музей «Древний Киев». Виктор Розенберг был человеком скромным, невысокого роста но очень талантливым архитектором. Впоследствии выехал на ПМЖ в Филадельфию, США, но не смог устроиться на работу и вернулся в Киев.

## Проекты
- Индивидуальный проект яслей-сада на 140 мест с компактным планированием одноэтажных объёмов, которые позволяли разместить такой объект в условиях плотной малоэтажной застройки исторического района Киева (Подола) по ул. Ярославской[8];
- Застройка вдоль улиц Антоновича и Малевича (в соавторстве с И. Шпарой, Ю. Шалацьким);
- Застройки Подола (в соавторстве с С. Захарченко, В. Юдиной, Н. Титовым, Ж. Конеком, А. Цвяхом, Н. Родичкиным)[9] — премия журнала Domus;
- Программа Парк-музея «Древний Киев» (в соавторстве с А. Милецким и др.);
- Проект моделирования древнего Киева (в соавторстве с А. Угловой и А. Зориным)[10].

## Публикации
- Киев 10-13 веков : Карта — реконструкция / А. И. Кутовой, В. А. Розенберг. — К:, Мистецтво, 1988.[11]